# パウロ・ヴィトール・バレート・デ・ソウザ
バレート（Barreto）ことパウロ・ヴィトール・バレート・ジ・ソウザ（Paulo Vitor Barreto de Souza、1985年7月12日 - ）は、ブラジル・リオデジャネイロ出身のサッカー選手。現在は無所属。ポジションはフォワード。

## 経歴
2003年にセリエBのトレヴィーゾFCに加入し活躍。2005年にウディネーゼ・カルチョへ移籍するも、次第に出場機会を減らし、トレヴィーゾにレンタル移籍。
2008-09シーズン、アントニオ・コンテ率いるASバーリへレンタル移籍。得点を量産し20ゴールをマークし、セリエB優勝及びセリエA昇格に貢献した。
2013年7月17日、トリノFCに移籍することが発表された。2014-15シーズン限りでトリノを退団し、9月9日にセリエDのヴェネツィアFCに加入。同年12月17日、クラブとの双方合意により契約を解除した。